# Jacqueline Burckhardt
Jacqueline Elisabeth Burckhardt (* 4. November 1947 in Basel) ist eine Schweizer Kunsthistorikerin.

## Leben
Jacqueline Burckhardt wuchs in Prag, Oslo, Stockholm, Rom und Bern auf und bestand 1967 am Freien Gymnasium Bern die Maturität Typus B. Während ihrer Ausbildung als Restauratorin am Istituto Centrale del Restauro in Rom, erledigte sie im Auftrag des ICCROM (International Center for Conservation and Restauration, Rome) Missionen in Dublin, Segovia, Brașov (Rumänien), Venedig, Göreme (Türkei). Anschliessend studierte Burckhardt an der Universität Zürich Kunstgeschichte, Archäologie und außereuropäische Kunst. 1989 promovierte sie mit der Dissertation „Giulio Romano, Regisseur einer verlebendigten Antike“ zum Dr. phil.
Jacqueline Burckhardt ist gegenwärtig Mitherausgeberin und Redakteurin der Kunstzeitschrift Parkett.

## Chargen und Ämter
Der nachfolgende Abschnitt beschreibt die beruflichen Stationen von Jacqueline Burckhardt. Da sich viele Stationen zeitlich überschneiden werden diese zur Verdeutlichung in der Zeitleiste hinterlegt.
Burckhardt war von 1986 bis 1989 Leiterin der Abteilung „Bildende Kunst“ im Migros-Genossenschafts-Bund in Zürich. Von 1990 bis 1999 war sie Vorstandsmitglied der Schweizerischen Graphischen Gesellschaft, deren Präsidentin sie 1993 geworden ist. Zudem war sie von 1992 bis 1998 Mitglied des Stiftungsrats der Fondation „Nestlé pour l’art“. 1995 übernahm sie die Präsidentschaft. 1993 war Burckhardt Kuratorin der Ausstellung „Toyama Now“ im japanischen Toyama. Von 1995 bis 1997 verantwortete sie gemeinsam mit Bice Curiger als Kuratorin die Wanderausstellung „Meret Oppenheim ‚Beyond the Teacup‘“, die im Solomon R. Guggenheim Museum, New York eröffnet wurde. Im gleichen Jahr wurde sie Mitglied des „Comité Technique des Centre d’art Contemporain“ in Genf (bis 1997) und der Eidgenössischen Kunstkommission (EKK), der sie bis 2006 angehörte und deren Präsidentschaft sie 1998 übernahm. Zudem war sie von 1995 bis 2009 Vertreterin des Zürcher Stadtrats im Vorstand der Zürcher Kunstgesellschaft (Kunsthaus Zürich).
Burckhardt gehörte von 1997 bis 2010 dem Stiftungsrat des „Verein Zivilgesellschaft“ an. Seit 1997 ist sie ständiges Mitglied der wissenschaftlichen Kommission des Schweizerischen Instituts für Kunstwissenschaft (SIK). Für die Graphische Sammlung der ETH Zürich wirkte sie von 1998 bis 2005 als Kuratoriumsmitglied des Kuratoriums. Im gleichen Jahr trat sie dem „Comité technique des Institut d’art Contemporain“ in Lyon (Frankreich) als Mitglied bis 2005 bei. Ein Jahr später erlangte sie die Mitgliedschaft im „Consiglio Scientifico des Palazzo delle Papesse“ in Siena (Italien), wo sie bis 2001 agierte.
Für die Expo.02 gestaltete sie zusammen mit den Architekten Isa Stürm und Urs Wolf sowie der amerikanischen Multimediakünstlerin Laurie Anderson auf der Arteplage „Yverdon-les–Bains“ die Ausstellung „Wer bin ich“.
2003 trat sie der Stiftung der Europäischen Akademie der Wissenschaften und Künste, Sektion Schweiz bis 2009 als Mitglied bei und wurde bis 2013 als Mitglied in den Vorstand der Kunsthalle Zürich berufen.
Burckhardt gehörte von 2005 bis 2009 der Europäischen Akademie der Wissenschaften und Künste als Mitglied an. Von 2006 an wirkte sie bis 2015 als Künstlerische Beraterin und Kuratorin für die „site specific art Novartis AG“. 2009 wurde sie zur Direktorin der Stiftung Sommerakademie im Zentrum Paul Klee Bern berufen. Diese Position übte sie bis 2015 aus.
Von 2010 bis 2018 arbeitete sie als Vorstandsmitglied der Kunsthalle Bern.

### Lehraufträge
Im Jahrgang 1985/1986 übernahm Burckhardt einen Lehrauftrag in Kunstgeschichte an der Universität Zürich. Von 2004 bis 2008 war sie Dozentin an der Accademia di Architettura der Universität der italienischen Schweiz in Mendrisio mit dem Thema „Kunst am Bau und Kunst im öffentlichen Raum“.

## Bibliografie
Burckhardt verfasst Artikel in der Kunstzeitschrift Parkett:
- Jacqueline Burckhardt: La mia commedia dell'arte. Hrsg. Theres Abbt und Mirjam Fischer, Edition Patrick Frey, Zürich 2022
- Prix Meret Oppenheim 2024, Hrsg. BAK / Gina Bucher, 2024 Bern, ISBN 978-3-907394-11-3
- Ein Gespräch mit Joseph Beuys, Enzo Cucchi Jannis Kounellis, Anselm Kiefer, Jean-Christophe Ammann. Hrsg. und übersetzt von J. B., Parkett Verlag, Zürich 1986.
- mit Anna Winteler im Gespräch in: Videokatalog zur Anna Wintelers Ausstellung »Discours de la Montagne à la Mère«. Kunsthalle Basel, 1988
- La loggia dei Marmi. In: Manfredo Tafuri (Hrsg.): Giulio Romano. Electa, 1989.
- Il monumento Strozzi nel Sant ’Andrea di Mantova. In: Manfredo Tafuri (Hrsg.): Giulio Romano. Electa, 1989
- Il monumento Rangoni, nel Duomo di Modena. In: Manfredo Tafuri (Hrsg.): Giulio Romano. Electa, 1989
- Monica Klingler, Tanzperformance. hrsg. DAAD Berlin, 1991.
- Laurie Anderson: »Ich bin eine Geschichtenerzählerin« oder Digitale Feuerzeichen. Ein Porträt von Jacqueline Burckhardt. In: Kunstforum. Band 134, Mai – September 1996, S. 213ff.
- mit Bice Curiger (Hrsg.): Meret Oppenheim: Beyond the Teacup. Independent Curators, New York 1996.
- Meret Oppenheim, Eine andere Retrospektive. hrsg. Galerie Krinzinger. Wien 1997.
- Ich hatte gelebt, geliebt und sehr viel gelitten! In: Marco Obrist (Hrsg.): Andreas Walser 1908–1930. Ed Nicolai, 2001.
- Ich und das Universum. Ein Expo.02 Projekt. In: Horizonte. hrsg. Schweizerisches Institut für Kunstwissenschaft. Hatje Cantz, 2001.
- Giving and Giving Oneself on Pipilotti Rist and Laurie Anderson. In: Gianfranco Maraniello, Sergio Risaliti, Antonio Somaini (Hrsg.): The Gift. Charta, 2001.
- Switzerland's Roaring Nineties. In: Gianfranco Maraniello (Hrsg.): Art in Europe 1990–2000. Skira 2002.
- Vom Geist aus der Sprühdose. In: Renée Levi, Kill me Afterwards. Verlag für Moderne Kunst, 2003.
- Incontrando. ein Interview mit J. B. In: AND, Rivista di architettura, città e architetti. Florenz 2004.
- Shirana Shahbazi. Was ist, was könnte sein, was sein soll. In: Risk is Our Business. hrsg. Swiss Re Centre for Global Dialogue. Verlag Walther König, 2004.

## Preise
- 2024: Schweizer Grand Prix Kunst / Prix Meret Oppenheim des Bundesamtes für Kultur (BAK)[6]